# 翠鸟科
翠鸟科（學名：Alcedinidae）又名魚狗科，是鸟纲佛法僧目下的一科，为一群体型中小、羽毛颜色艳丽的鸟类。

## 形態
本科的共同特点是：头部较大、喙部长而锐利且末段尖锐、两腿短小、尾羽短粗。绝大多数种类均有较为艳丽的羽毛，但两性之间略有差异。绝大多数种类分布在热带地区，极少数种类只能在森林里发现。它们的猎物种类繁多，通常会从栖木上猛扑以捕捉鱼类。

## 分類
本科是佛法僧目之下翠鳥亞目（Alcedines）的唯一一科，大约有90种，可分成三個亞科：
- 翠鸟亚科
- 翡翠亚科
- 鱼狗亚科

## 分佈
它们具有世界分布的特点，绝大多数的种类分布在旧大陆和澳大利亚。

## 俗名
本科鳥類有各種俗名，如“翠鸟”、“翡鳥”、“魚狗”、“翡翠”等等。“翠鸟”既可特指翠鸟亚科，又可泛指本科；“魚狗”也可以泛指本科，或者特指鱼狗亚科。“翡翠”主要特指翡翠屬，也可以泛指翡翠亚科。

## 文化
在中國清朝，藍色和綠色翠鳥的羽毛會被做成點翠，成為上流社會婦人的頭飾，但是現在已被禁止。